# 尤卡坦州
尤卡坦州（西班牙語：Yucatán）是墨西哥的一個州，位於尤卡坦半島北部，北臨墨西哥灣。
歷史上曾包括坎佩切州和金塔納羅奧州。十九世紀時曾是猶加敦共和國的一部份，短暫脫離墨西哥而獨立。現在是墨西哥主要的旅遊點，也是最大原住民—馬雅人的家園。境內有馬雅文化乌斯马尔的遺址。
州名的來源有兩個相似的故事：西班牙人來到尤卡坦時，問原住民他們所在的地方，得到的答案是"Yuca-hatlanás?" （你說什麼？）他們就以此為地名。另一個版本的回答是："Yuc Atan" （我不是本地人）。